# Friedrich Reinhold Kreutzwaldi tänav
La rue Friedrich Reinhold Kreutzwald (en estonien : Friedrich Reinhold Kreutzwaldi tänav ou  Kreutzwaldi tänav) est une rue du quartier Tähtvere de Tartu en Estonie.

## Présentation
La rue commence à l'intersection de la rue Jakobi tänav et du boulevard Laulupeo puiestee et s'étend jusqu'à la frontière de la ville, où elle est prolongée par la route Tartu-Tallinn. 
La longueur de la rue est d'environ 2 260 m.
En bordure de la rue Kreutzwaldi se trouve le quartier Tähtvere, composé principalement d'immeubles privés ou de petits appartements, et à droite se trouve le parc de Tähtvere. 
La maison fonctionnaliste Villa Tammekann conçue par l'architecte finlandais Alvar Aalto, accueille de nos jours le centre Granö keskus (et) des universités de Turku et Tartu.
Après l'intersection avec la rue Friedrich Tuglas tänav, le campus de l'université des sciences de la vie d'Estonie se trouve des deux côtés de la rue Kreutzwaldi.
La rue porte le nom de l'écrivain estonien Friedrich Reinhold Kreutzwald par décision du conseil municipal de Tartu du 24 octobre 1932.

## Lieux et bâtiments

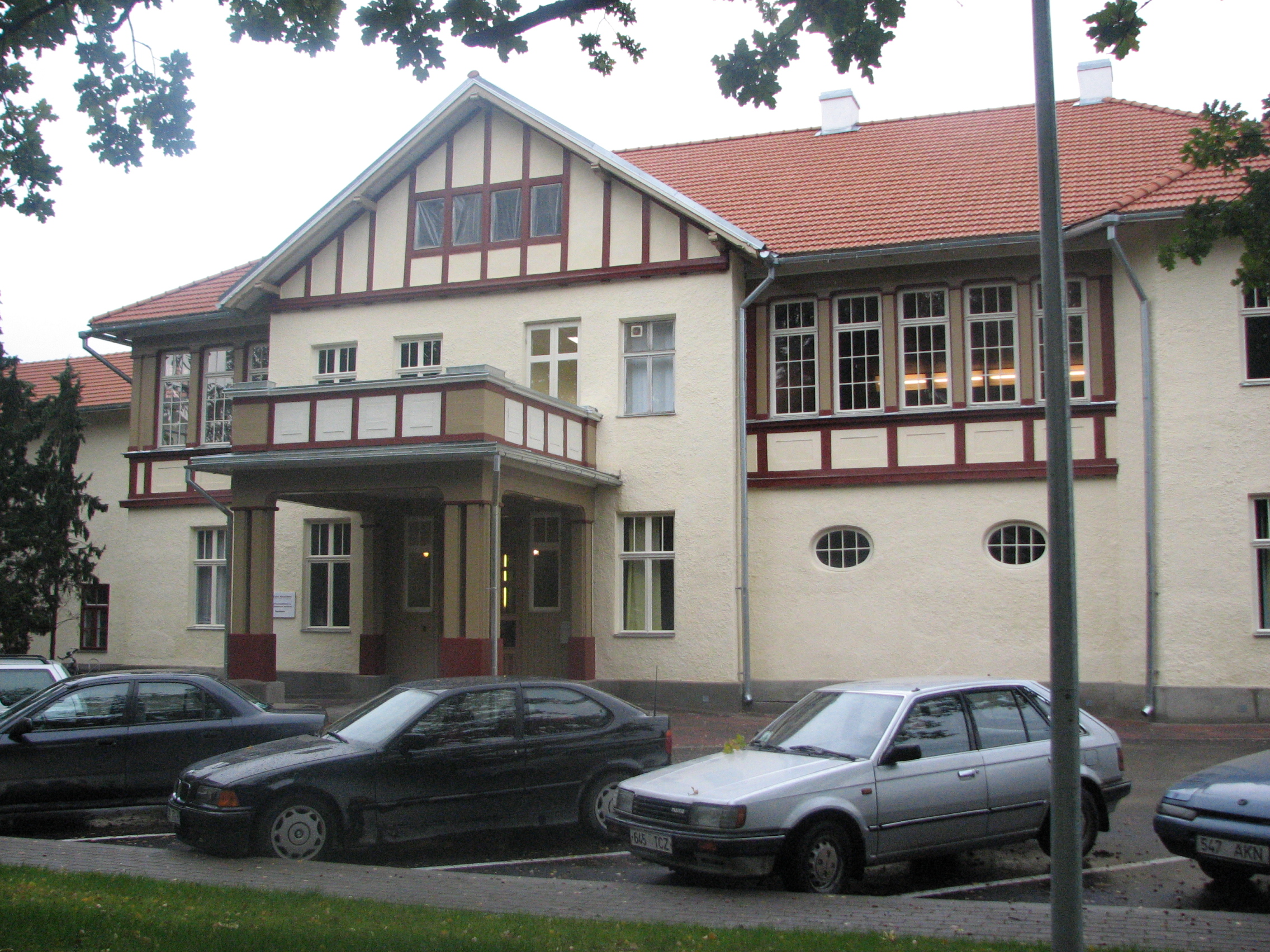
Château de Taehtvere, Kreutzwaldi 1
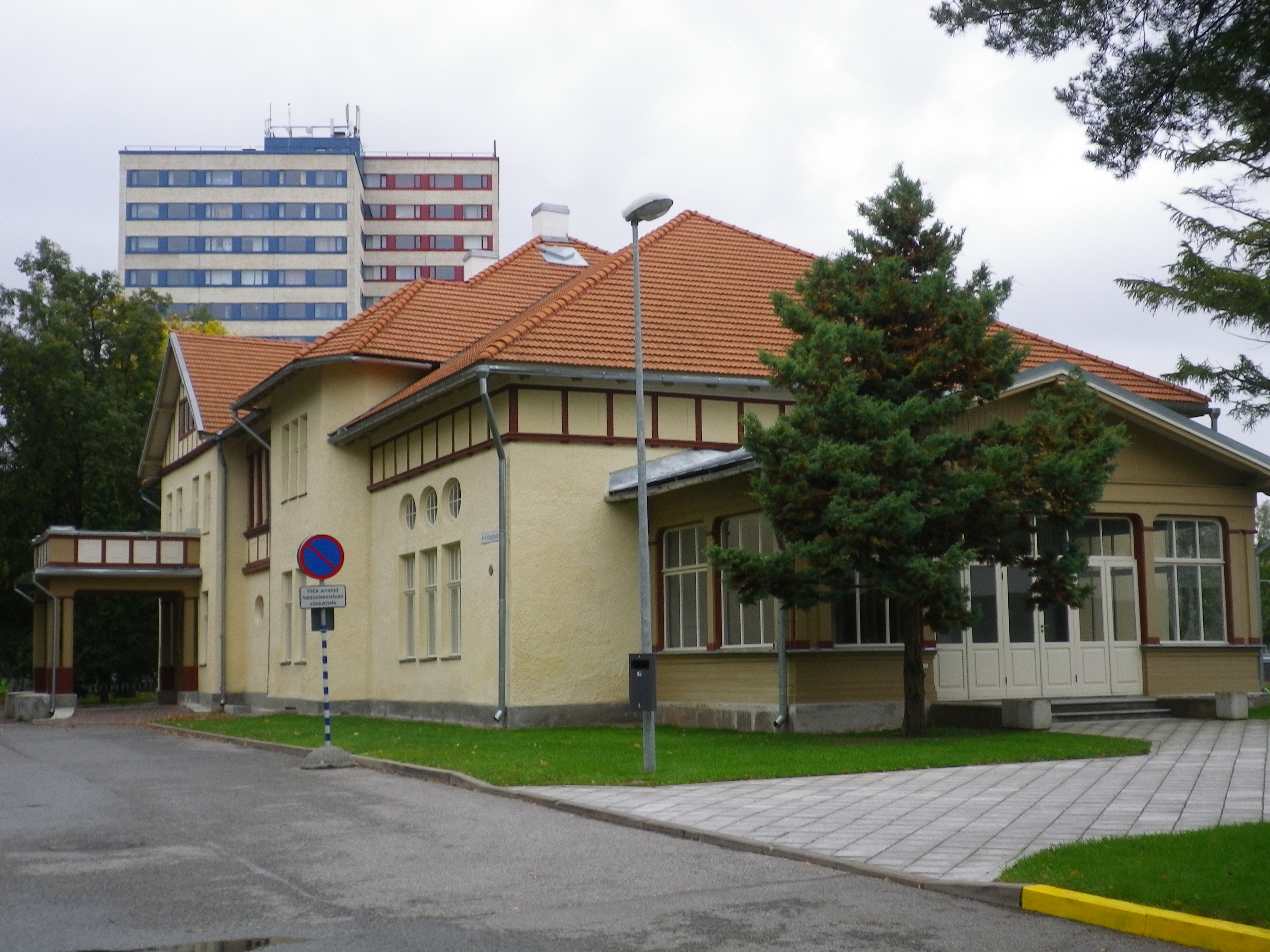
Château de Tähtvere.
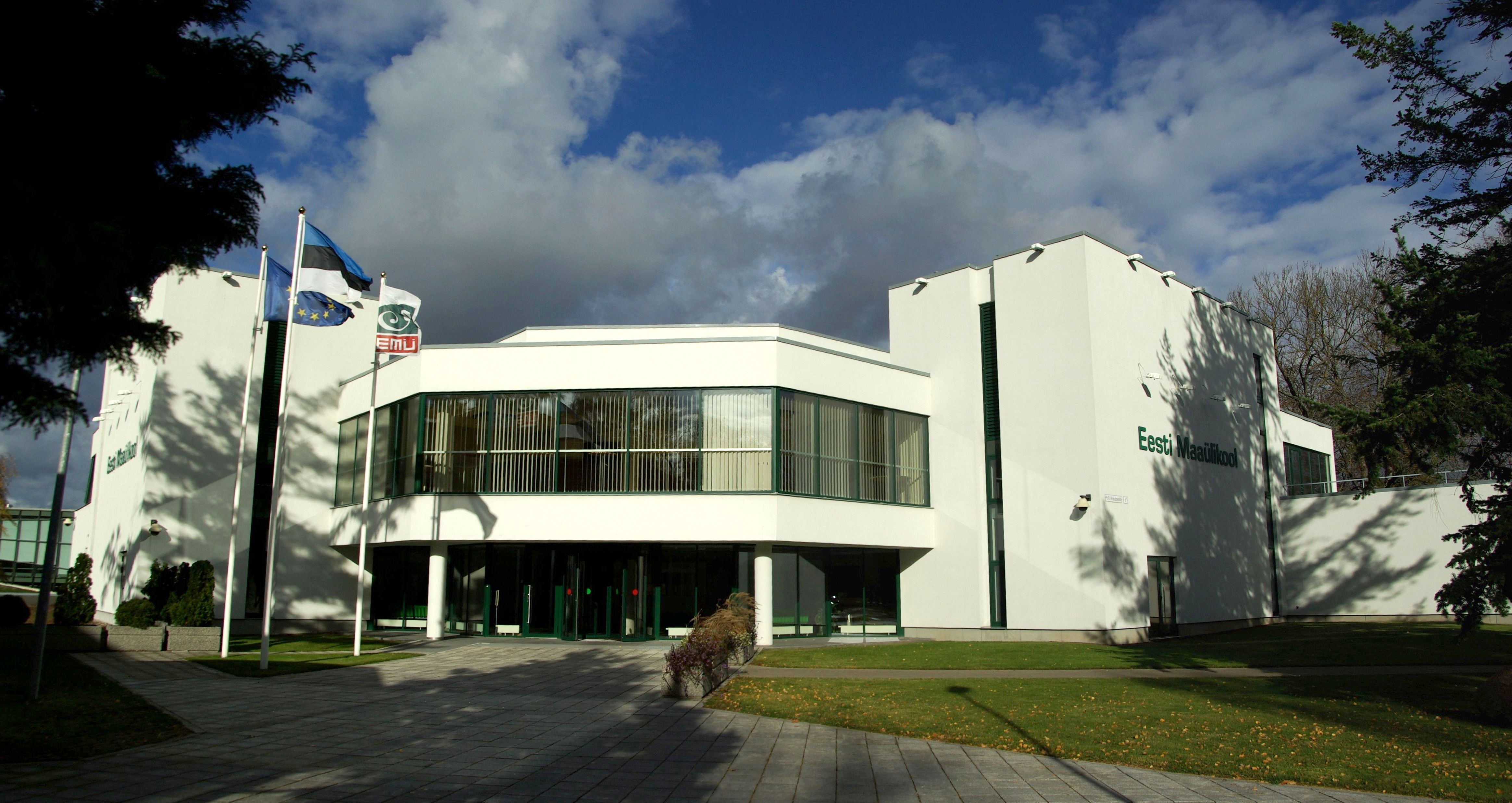
Université des sciences de la vie d'Estonie, Kreutzwaldi 1a.